# Hrabstwo Barry (Missouri)
Hrabstwo Barry (ang. Barry County) – hrabstwo w stanie Missouri w Stanach Zjednoczonych. Obszar całkowity hrabstwa obejmuje powierzchnię 790,89 mil² (2 048 km²). Według spisu powszechnego z 2000r. hrabstwo miało 34 010 mieszkańców. Hrabstwo powstało w 1835 roku i nosi imię od Williama Taylora Barry’ego – poczmistrza generalnego Stanów Zjednoczonych

## Sąsiednie hrabstwa
- Hrabstwo Lawrence (północ)
- Hrabstwo Stone (wschód)
- Hrabstwo Carroll (południowy wschód)
- Hrabstwo Benton (południe)
- Hrabstwo McDonald (południowy zachód)
- Hrabstwo Newton (północny zachód)

## Miasta
- Cassville
- Exeter
- Monett
- Pierce City
- Purdy
- Seligman
- Washburn
- Wheaton

## CDP
- Eagle Rock
- Golden
- Shell Knob

## Wsie
- Arrow Point
- Butterfield
- Chain-O-Lakes
- Emerald Beach